# Perry Benson
Perry Benson (Londra, 9 aprile 1961) è un attore britannico.

## Filmografia

### Cinema
- Where's Johnny?, regia di David Eady (1974)
- La nascita dei Beatles (Birth of The Beatles), regia di Richard Marquand (1979)
- Scum, regia di Alan Clarke (1979)
- Adorabile canaglia (The Class of Miss MacMichael), regia di Silvio Narizzano (1979)
- The Island of Adventure, regia di Anthony Squire (1982)
- Dead on Time, regia di Lyndall Hobbs (1983)
- Sid & Nancy, regia di Alex Cox (1986)
- Tight Trousers, regia di Metin Hüseyin (1990)
- The Funeral (Final Cut), regia di Dominic Anciano e Ray Burdis (1998)
- L'ultima seduzione 2 (The Last Seduction II), regia di Terry Marcel (1999)
- Last Resort, regia di Paweł Pawlikowski (2000)
- Love, Honour and Obey, regia di Dominic Anciano e Ray Burdis (2000)
- Mr In-Between, regia di Paul Sarossy (2001)
- Redemption Road, regia di Lloyd Stanton (2001)
- Cheeky, regia di David Thewlis (2003)
- Capital Punishment, regia di Adrian Vitoria (2003)
- This Is England, regia di Shane Meadows (2006)
- Alien Autopsy, regia di Jonny Campbell (2006)
- Where Have I Been All Your Life?, regia di Jim Field Smith (2007)
- Mum & Dad, regia di Steven Sheil (2008)
- Somers Town, regia di Shane Meadows (2008)
- Break Clause, regia di Andrew Tiernan (2010)
- Dead Cert, regia di Steven Lawson (2010)
- Rough Cut, regia di Jamie Martin e Peter McNamara (2010)
- Felicity, regia di Jack Burke (2011)
- Anuvahood, regia di Adam Deacon e Daniel Toland (2011)
- The Devil's Dosh, regia di Zachary Guerra (2011)
- Outside Bet, regia di Sacha Bennett (2012)
- I, Anna, regia di Barnaby Southcombe (2012)
- Accident Man, regia di Jesse V. Johnson (2018)

### Televisione
- What's Next? (1974)
- Play for Today – serie TV, 2 episodi (1974-1998)
- CBS Children's Film Festival – serie TV, un episodio (1975)
- Centre Play – serie TV,  un episodio (1976)
- Grange Hill – serie TV, un episodio (1978)
- Going Out – serie TV, 6 episodi (1981)
- Rainbow – serie TV, un episodio (1981)
- The Black Adder – serie TV, 3 episodi (1983)
- Much Ado About Nothing, regia di Stuart Burge - film TV (1984)
- Stars of the Roller State Disco (1984)
- The Young Ones – serie TV, un episodio (1984)
- Dream Stuffing – serie TV, un episodio (1984)
- Scene – serie TV, un episodio (1984)
- Summer Season – serie TV, un episodio (1985)
- Screen Two – serie TV, un episodio (1986)
- Prospects – serie TV, un episodio (1986)
- Hi-de-Hi! – serie TV, un episodio (1987)
- Filthy Rich & Catflap – serie TV, un episodio (1987)
- A Very Peculiar Practice – serie TV, un episodio (1988)
- You Rang, M'Lord? – serie TV, 26 episodi (1988-1993)
- Metropolitan Police – serie TV, un episodio (1989)
- Eurocops – serie TV, un episodio (1989)
- The Upper Hand – serie TV, (1990)
- The Real McCoy – serie TV, un episodio (1991)
- Brighton Belles – serie TV, un episodio (1994)
- Minder – serie TV, un episodio (1994)
- Le nuove avventure di Annie (1995)
- Sardines (1995)
- Oh Doctor Beeching! – serie TV,  20 episodi (1995-1997)
- Operation Good Guys – serie TV, 9 episodi (1997-2000)
- Kiss Me Kate – serie TV, un episodio (1999)
- Parents of the Band – serie TV, 2 episodi (2009)
- 15 Storeys High – serie TV, 2 episodi (2002)
- Rose and Maloney – serie TV, 2 episodi (2002-2005)
- Funland – serie TV, un episodio (2005)
- Kiss of Death, regia di Paul Unwin - film TV (2008)
- My Family – serie TV, un episodio (2008)
- Casualty – serie TV, un episodio (2008)
- Misfits – serie TV, un episodio (2009)
- Reggie Perrin – serie TV, un episodio (2009)
- Excluded (2010)
- This Is England '86 – serie TV, 4 episodi (2010)
- Doctor Who – serie TV, un episodio (2010)
- Coming Up – serie TV, un episodio (2011)
- Watson & Oliver – serie TV, un episodio (2012)

## Doppiatori italiani
Nelle versioni in italiano delle opere in cui ha recitato, Perry Benson è stato doppiato da:
- Stefano Onofri in Creation Stories - L'uomo che scoprì gli Oasis
- Pietro Ubaldi in This Is England
- Luigi Scribani in Accident Man